# Vojak
Vojak je (ožje gledano) pripadnik kopenske vojske, širše gledano pa tudi vsak pripadnik oboroženih sil.

## Delitev glede na

### oborožene sile
- vojak (kopenska vojska)
- mornar (vojna mornarica)
- letalec (vojno letalstvo)

### kopensko vojsko (specializacija)
- pehotnik
- gornik
- ostrostrelec
- mitraljezec
- vojaški policist
- specialec
- obveščevalec
- tankist
- vodnik službenega psa
- grenadir
- gardist
- konjenik
- legionar
- mušketir
- arkebuzir
- helebardist
- bolničar
- orožar
- vezist
- izvidnik

## Vojaškičini Slovenske vojske
- vojak
- poddesetnik,
- desetnik in
- naddesetnik.